# Emanuel Sperner
Pour les articles homonymes, voir Sperner.
Emanuel Sperner (9 décembre 1905 - 31 janvier 1980) est un mathématicien allemand particulièrement connu pour son théorème sur les familles de Sperner et pour le lemme de Sperner. Il est né à Waltdorf (près de Nysa, aujourd'hui en Pologne) et mort à Sulzburg-Laufen. Il étudia à l'université de Hambourg sous la direction d'Otto Schreier et Wilhelm Blaschke. Il fut nommé professeur à Königsberg en 1934 puis, jusqu'en 1974, dans nombre d'universités, dont celles de Strasbourg (1943-1945) et de Hambourg (1954-1974).